# Giuseppe Mangione
Giuseppe Mangione (Roma, 15 marzo 1908 – Roma, 19 settembre 1972) è stato uno sceneggiatore italiano.

## Biografia
Iniziò la sua carriera nel 1941 collaborando al copione del film Fari nella nebbia di Gianni Franciolini. Nello stesso periodo lavorò per il Servizio informazioni militare che lo infiltrò tra gli addetti ai telefoni del palazzo che ospitava la famiglia reale, facendo quindi parte dell'operazione che portò al colpo di stato di Vittorio Emanuele III che esautorò il fascismo.
Tra il 1942 e il 1972 scrisse oltre cento tra sceneggiature e soggetti per il cinema italiano, vincendo nel 1956 il Nastro d'argento con Pasquale Festa Campanile e Massimo Franciosa per il film Gli innamorati di Mauro Bolognini. Nel 1968 fu candidato a un secondo Nastro d'Argento per Incompreso di Luigi Comencini.
Lavorò anche per il piccolo schermo: nel 1958 fu lo sceneggiatore dei sei episodi della prima serie poliziesca nella storia della televisione italiana, Aprite: polizia!, diretto da Daniele D'Anza. Nel 1971 ebbe il suo unico ruolo da attore impersonando il maggiore Boldrini in La sciantosa, primo film della miniserie Tre donne, diretto da Alfredo Giannetti e l'anno seguente scrisse lo sceneggiato Il socio, diretto da Giuseppe Fina. Il suo ultimo lavoro, uscito postumo, fu lo sceneggiato di grandissimo successo Sandokan diretto da Sergio Sollima, presentato alla televisione nella versione lunga in sei puntate e sul grande schermo in una versione ridotta in due parti, Sandokan - 1ª parte e Sandokan - 2ª parte.
Insegnò per molti anni cinematografia alla "Università internazionale di studi sociali", in seguito denominata Luiss Guido Carli.
Muore in un ospedale romano, dopo una breve malattia, il 19 settembre 1972 all'età di 64 anni.

## Filmografia

### Sceneggiatore
- Fari nella nebbia, regia di Gianni Franciolini (1942) – solo soggetto
- In nome della legge, regia di Pietro Germi (1949) – anche soggetto
- I fuorilegge, regia di Aldo Vergano (1950)
- Contro la legge, regia di Flavio Calzavara (1950) – anche soggetto
- Barriera a settentrione, regia di Luis Trenker (1950)
- Sigillo rosso, regia di Flavio Calzavara (1950)
- Il bivio, regia di Fernando Cerchio (1951) – anche soggetto
- Lebbra bianca, regia di Enzo Trapani (1951)
- La città si difende, regia di Pietro Germi (1951)
- I due derelitti, regia di Flavio Calzavara (1951) – anche assistente regista
- Fuoco nero, regia di Silvio Siano (1951)
- Tragico ritorno, regia di Pier Luigi Faraldo (1952)
- I figli non si vendono, regia di Mario Bonnard (1952)
- Eran trecento... (La spigolatrice di Sapri), regia di Gian Paolo Callegari (1952)
- Il figlio di Lagardère, regia di Fernando Cerchio (1952)
- La leggenda del Piave, regia di Riccardo Freda (1952)
- Amore rosso - Marianna Sirca, regia di Aldo Vergano (1952)
- Il mercante di Venezia, regia di Pierre Billon (1953)
- I Piombi di Venezia, regia di Gian Paolo Callegari (1953)
- Il sacco di Roma, regia di Ferruccio Cerio (1953) – anche soggetto
- Gelosia, regia di Pietro Germi (1953)
- Canzoni, canzoni, canzoni, regia di Domenico Paolella (1953) – anche soggetto
- Noi cannibali, regia di Antonio Leonviola (1953)
- Ti ho sempre amato!, regia di Mario Costa (1953)
- Dieci canzoni d'amore da salvare, regia di Flavio Calzavara (1953)
- Donne proibite, regia di Giuseppe Amato (1953)
- Il cavaliere di Maison Rouge, regia di Vittorio Cottafavi (1953)
- Amori di mezzo secolo, regia di Glauco Pellegrini, Pietro Germi, Mario Chiari, Roberto Rossellini e Antonio Pietrangeli (1954)
- Nel gorgo del peccato, regia di Vittorio Cottafavi (1954)
- La corda d'acciaio, regia di Carlo Borghesio (1954) – anche soggetto
- La cortigiana di Babilonia, regia di Carlo Ludovico Bragaglia (1954)
- Tripoli, bel suol d'amore, regia di Ferruccio Cerio (1954)
- Rosso e nero, regia di Domenico Paolella (1954)
- Due lacrime, regia di Giuseppe Vari (1954)
- Proibito, regia di Mario Monicelli (1954)
- La vedova X, regia di Lewis Milestone (1955)
- Avanzi di galera, regia di Vittorio Cottafavi (1955) – anche soggetto
- Canzoni di tutta Italia, regia di Domenico Paolella (1955)
- Gli innamorati, regia di Mauro Bolognini (1955)
- Il mondo sarà nostro (El Expreso de Andalucia), regia di Francisco Rovira Beleta (1956) – versione italiana
- La trovatella di Milano, regia di Giorgio Capitani (1956)
- Arrivano i dollari!, regia di Mario Costa (1957)
- La donna che venne dal mare, regia di Francesco De Robertis (1957)
- Gli amanti del deserto, regia di Gianni Vernuccio, Fernando Cerchio e León Klimovsky (1957)
- Le belle dell'aria, regia di Mario Costa e Eduardo Manzanos Brochero (1957) – anche soggetto
- Italia piccola, regia di Mario Soldati (1957)
- La mina, regia di Giuseppe Bennati (1958)
- Non sono più guaglione, regia di Domenico Paolella (1958) – solo soggetto
- Pia de' Tolomei, regia di Sergio Grieco (1958)
- Nel segno di Roma, regia di Guido Brignone e Michelangelo Antonioni (1958)
- Dagli Appennini alle Ande, regia di Folco Quilici (1959)
- Vento del Sud, regia di Enzo Provenzale (1959) – anche soggetto
- Salambò, regia di Sergio Grieco (1960)
- Fernandel, scopa e pennel (Cocagne), regia di Maurice Cloche (1960) – versione italiana
- I piaceri del sabato notte, regia di Daniele D'Anza (1960)
- I Teddy boys della canzone, regia di Domenico Paolella (1960)
- Ursus, regia di Carlo Campogalliani (1961) – anche soggetto
- Akiko, regia di Luigi Filippo D'Amico (1961) – solo soggetto
- Maciste l'uomo più forte del mondo, regia di Antonio Leonviola (1961) – anche soggetto
- Ursus nella valle dei leoni, regia di Carlo Ludovico Bragaglia (1961) – anche soggetto
- Il re di Poggioreale, regia di Duilio Coletti (1961) – anche soggetto
- La monaca di Monza, regia di Carmine Gallone (1962) – anche soggetto
- Il terrore di notte (Der Teppich des Granens), regia di Harald Reinl (1962) – versione italiana
- Marcia o crepa, regia di Frank Wisbar (1962)
- Carmen di Trastevere, regia di Carmine Gallone (1962)
- Ipnosi, regia di Eugenio Martín (1962)
- Un alibi per morire, regia di Roberto Bianchi Montero e Piero Costa (1962)
- Canzoni a tempo di twist, regia di Stefano Canzio (1962) – anche soggetto
- La smania addosso, regia di Marcello Andrei (1962)
- Ballo in maschera da Scotland Yard (Die Geschichte einer unglaublichen Erfindung), regia di Domenico Paolella (1963)
- Giacobbe, l'uomo che lottò con Dio, regia di Marcello Baldi (1963)
- Sette a Tebe, regia di Luigi Vanzi (1964)
- I ragazzi dell'Hully Gully, regia di Marcello Giannini e Carlo Infascelli (1964)
- 2 mattacchioni al Moulin Rouge, regia di Carlo Infascelli (1964)
- Un angelo per Satana, regia di Camillo Mastrocinque (1966)
- Sugar Colt, regia di Franco Giraldi (1966) – anche soggetto
- Incompreso, regia di Luigi Comencini (1966)
- Un dollaro tra i denti, regia di Luigi Vanzi (1967)
- Un uomo, un cavallo, una pistola, regia di Luigi Vanzi (1967)
- Calda e... infedele (Un diablo bajo la almohada), regia di José María Forqué (1968)
- Lo sbarco di Anzio, regia di Edward Dmytryk e Duilio Coletti (1968)
- Più tardi Claire, più tardi..., regia di Brunello Rondi (1968)
- Probabilità zero, regia di Maurizio Lucidi (1969)
- Io, Emmanuelle, regia di Cesare Canevari (1969)
- Un bianco vestito per Marialé, regia di Romano Scavolini (1972)